# 拉康特山
78°0′S 161°44′E / 78.000°S 161.733°E
拉康特山（英語：La Count Mountain）是南極洲的山峰，位於維多利亞地的斯科特海岸，處於羅通達冰川、布蘭肯希普冰川和費拉爾冰川之間，海拔高度1,875米，現時由南極條約體系管理。